# Jim Boylen
Ne doit pas être confondu avec Jim Boylan.
Jim Boylen, né le 18 avril 1965 à East Grand Rapids, dans le Michigan, est un entraîneur américain de basket-ball.

## Carrière
Boylen a commencé sa carrière comme entraîneur adjoint sous l’entraîneur de Michigan State, Jud Heathcote. Il y restera de 1987 à 1992 avant d’accepter un poste chez les Rockets de Houston en NBA. En tant qu’entraîneur adjoint des Rockets, Boylen a participé au succès des deux titres NBA des Rockets en 1994 et 1995. Après 11 ans passés à Houston, Boylen est devenu entraîneur adjoint des Warriors de Golden State, puis des Bucks de Milwaukee. Après 13 ans au sein de la NBA, il est retourné dans le Michigan comme assistant avec les Spartans. En tant qu’adjoint de Tom Izzo, il a aidé à mener l'université à un bilan de 45-23 en deux ans, y compris deux apparitions au tournoi NCAA.

### Utes de l'Utah
Le 27 mars 2007, Boylen est nommé entraîneur principal pour les Utes de l’Utah.
Lors de sa première saison, Boylen a apporté plus de cohérence aux Utes, les guidant vers leur première participation aux séries éliminatoires depuis leur arrivée au tournoi NCAA en 2005. Alors qu’il y avait quelques difficultés, y compris deux pertes à BYU pour la deuxième année consécutive, Utah a réussi à battre leur rival d'Utah State et a remporté une victoire surprenante en Californie. Les Utes ont également stupéfié le Nouveau-Mexique au premier tour du Tournoi Mountain West 2008. Les Utes de Boylen ont terminé sa saison inaugurale avec un bilan de 18-15, battant l’UTEP lors du premier tour de la College Basketball Invitational 2008, avant de perdre contre Tulsa.
Au cours de sa deuxième saison, Boylen a transformé les Utes en champions de la Mountain West Conference, les guidant vers un bilan de 21-9 (12-4 dans la Mountain West) et remportant le tournoi de la conférence. Les Utes ont ensuite participé au tournoi NCAA, mais ont été contrariés par l’équipe de l’Arizona avec deux futurs joueurs NBA (Jordan Hill et Chase Budinger).
Utah a lutté pendant la troisième saison de Boylen, reculant vers un bilan négatif et terminant dans la moitié inférieure de la Conférence de Mountain West. Leurs 17 défaites ont marqué leur deuxième pire bilan au cours des 20 dernières années.
Au cours de la quatrième saison de Boylen, les Utes ont réalisé un bilan de 13-18. Il a par la suite été congédié le 12 mars 2011.

### Spurs de San Antonio
Le 28 juin 2013, Boylen est embauché par les Spurs de San Antonio comme entraîneur adjoint pour la saison 2013-2014. Boylen remporte son troisième titre NBA, en tant que membre du staff, après que les Spurs aient battu le Heat de Miami 4-1 en Finales NBA 2014.
Le 2 juin 2015, Boylen et David Vanterpool sont nommés au sein de l’équipe nationale masculine du Canada.

### Bulls de Chicago
Le 17 juin 2015, Boylen est nommé entraîneur adjoint des Bulls de Chicago.
Le 3 décembre 2018, les Bulls ont promu Boylen en tant qu'entraîneur principal de l'équipe, lorsque Fred Hoiberg a été relevé de ses fonctions après un début de la saison à 5-19 au niveau du bilan. Le 14 août 2020, il est licencié.

## Statistiques
| Équipe  | Année     | Saison régulière | Saison régulière | Saison régulière | Saison régulière        | Playoffs  | Playoffs | Playoffs | Playoffs        |
| Équipe  | Année     | Victoires        | Défaites         | %                | Classement              | Victoires | Défaites | %        | Résultat        |
| ------- | --------- | ---------------- | ---------------- | ---------------- | ----------------------- | --------- | -------- | -------- | --------------- |
| Chicago | 2018-2019 | 17               | 41               | 29,3             | 5e en division Centrale | -         | -        | -        | Pas de playoffs |
| Chicago | 2019-2020 | 22               | 43               | 33,8             | 3e en division Centrale | -         | -        | -        | Pas de playoffs |
| Total   | Total     | 39               | 84               | 31,7             |                         | -         | -        | -        |                 |